# Trewen
 (septembre 2023).
Trewen est une paroisse civile et un hameau des Cornouailles, en Angleterre.